# Fosgenita
La fosgenita és un mineral de plom i clor de la classe dels carbonats. Va ser descoberta l'any 1841 a prop d'Otavi a la regió Oshikoto (Namíbia), sent nomenada així del grec phosgen, format de: phos, llum, i guenao, engendrar. Alguns sinònims poc usats són: cromfordita o galenoceratita.

## Característiques químiques
És un carbonat amb anions addicionals de clorur i el catió de plom. S'altera amb facilitat a cerussita, fins a ser reemplaçat de vegades per aquest mineral. Cristal·litza en el sistema tetragonal, formant sovint cristalls prismàtics curts. La seva duresa es troba entre 2 i 3 a l'escala de Mohs. Conté plom, que és tòxic, pel que ha de manipular-se amb precaució, rentant-se les mans i evitar ingerir o inhalar la pols.
Segons la classificació de Nickel-Strunz, la fosgenita pertany a «05.BE - Carbonats amb anions addicionals, sense H₂O, amb Pb, Bi» juntament amb els següents minerals: shannonita, hidrocerussita, plumbonacrita, bismutita, kettnerita i beyerita.

## Formació i jaciments
És un mineral d'aparició molt rara, típicament format per l'alteració de la galena a les zones d'oxidació de jaciments de plom hidrotermals, o també mitjançant la reacció de l'aigua marina amb altres minerals de plom. Sol trobar-se associada a altres minerals com: cerussita, anglesita, matlockita o laurionita. Als territoris de parla catalana ha estat descrita a la mina Alforja, situada a la localitat homònima del Baix Camp.